# Clarão

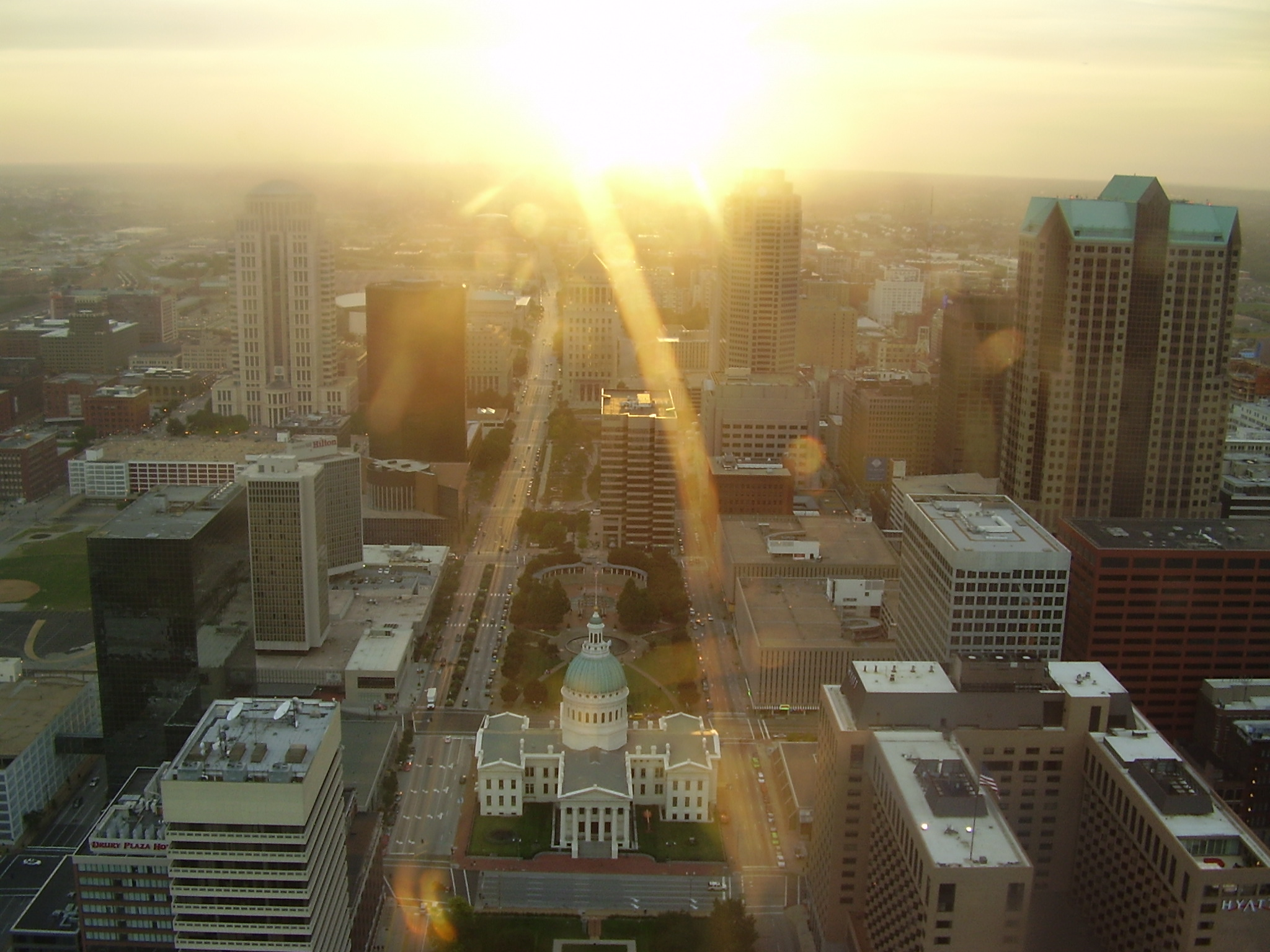
Clarão causado pela intensa luz do Sol no pôr-do-sol em St. Louis.

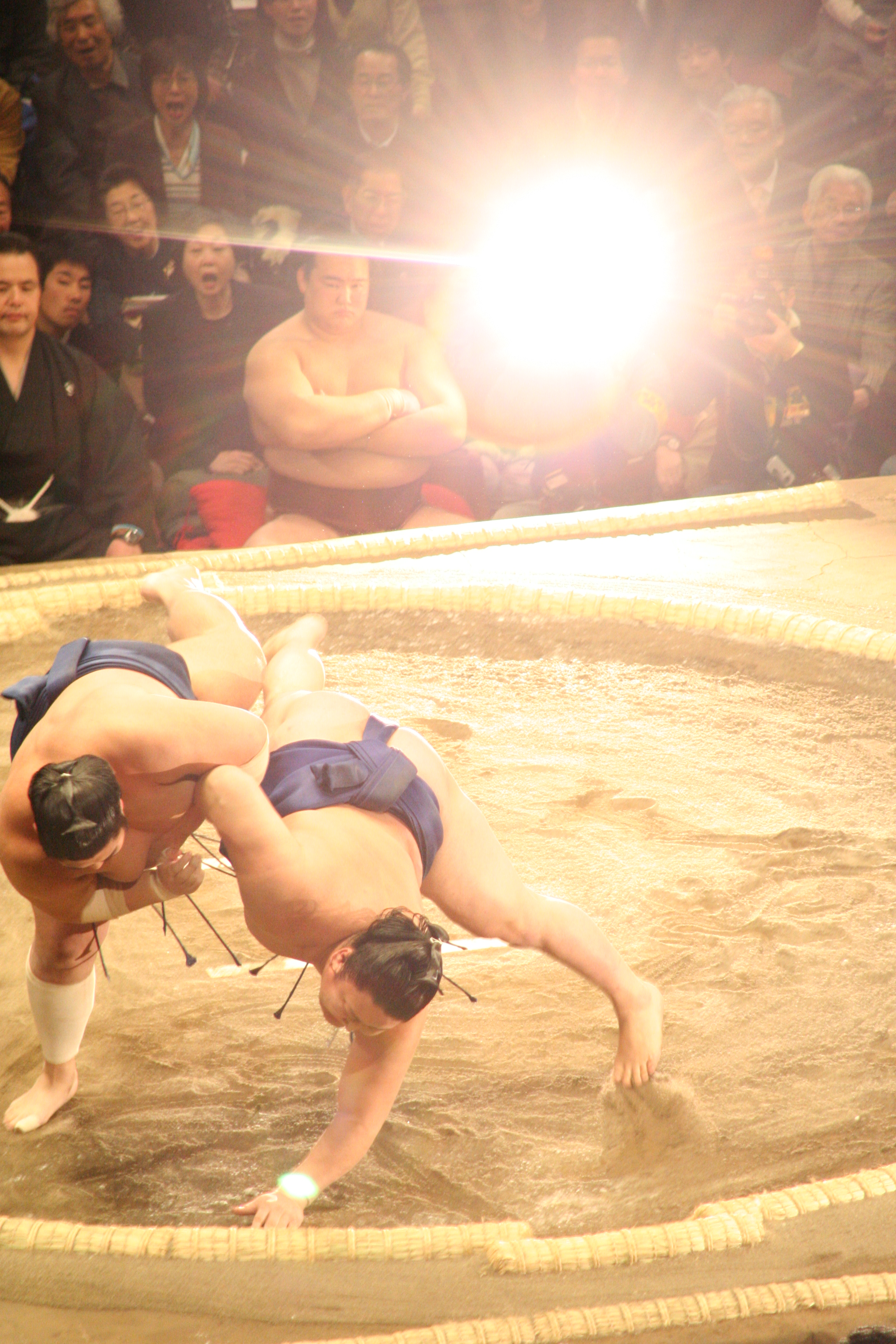
Clarão causado por um flash fotográfico durante uma luta de sumô.

Clarão é a dificuldade em ver devido à observação direta de luz de alto brilho, como luz do Sol (direta ou refletida), a luz alta de um veículo terrestre à noite, ou àquela proveniente de um flash fotográfico. Clarões são causados quando a diferença de brilho entre o ambiente à qual os olhos estão acostumados no momento e àquela gerada pela nova fonte é significante.
Clarões podem ser divididos em dois tipos, clarões de desconforto e clarões de disabilidade. Clarões de desconforto resultam no desejo instinto de desviar a visão da fonte de luz intensa, e na dificuldade em ver em concentração um dado objeto ou evento. Clarões de disabilidade tornam a visão em concentração de objetos e eventos impossível, tal como dirigir em direção ao oeste, um pouco antes do pôr-do-sol. Clarões de disabilidade são frequentemente causados pela reflexão interna de luz dentro dos olhos, reduzindo o contraste entre o objeto/evento a ser visto e a fonte do clarão, ao ponto que o objeto/evento a ser visto (a rua e veículos e pedestres nas proximidades, por exemplo) não pode ser distinguido. Por isto, clarões podem aumentar o risco de acidentes, caso motoristas de trânsito não estejam bem preparados.
Visto que os olhos adaptam-se à intensidade da luz no ambiente, através da redução do diâmetro da abertura das pupilas, menos luz é recebido pelas retinas, e uma consequência comum é o escurecimento do cenário de visão ao redor da fonte de luz intensa causando o clarão, especialmente à noite, e é um outro motivo pelo qual clarões aumentam o risco de acidentes.